# Thomas Laurent
Thomas Laurent, né le 5 avril 1998 à La Roche-sur-Yon (Vendée), est un pilote automobile français.

## Biographie
Thomas Laurent débute le karting à l'âge de 3 ans, il est sacré champion du monde de karting KZ2 en 2015, et décroche trois titres de champion de France  KZ2 Long Circuit (2013, 2014, 2015) ainsi que deux coupes de France KZ2 (2014 et 2015). Fin 2015, il se dirige vers l'automobile et l'endurance.
En 2016, il participe au championnat ELMS, catégorie LMP3. Il est vainqueur des 4 heures d'Estoril et élu meilleur rookie du Championnat. Il remporte la course d'ouverture des 24H du Mans, Road to Le Mans (en LMP3), avec Alexandre Cougnaud.
En janvier 2017, il gagne les 4 Heures de Buriram avec Tung et Menezes pour l'écurie chinoise de Jacky Chan et David Cheng. Ensuite, il prend part pour la première fois aux 24 Heures du Mans, toujours à bord de l'Oreca 07 du Jacky Chan DC Racing,. Avec ses coéquipiers Tung et Jarvis, ils remportent la catégorie LMP2 tout en terminant deuxième au classement général derrière la Porsche 919 Hybrid victorieuse,,,,. En outre, ils mènent la course pendant plusieurs heures avant de se faire dépasser par la Porsche victorieuse une heure et demie avant l'arrivée. Il remporte aussi le « Prix Jean Rondeau » du meilleur débutant des 24 Heures du Mans 2017.
En octobre 2017, à Fuji, il termine troisième de la catégorie LMP2. Le 25 octobre, il est le premier des quatre pilotes annoncés pour participer au rookie test de Bahrain à bord de la Toyota TS050 Hybrid,,,.
En 2018 et 2019, il participe au Championnat du Monde d'endurance WEC avec l'équipe Rebellion en LMP1. Il remporte les 6 heures de Silverstone et devient à 19 ans, le plus jeune pilote au monde à gagner dans la catégorie reine. En fin d'année 2018, il participe aux essais de Formule 2 sur le circuit d'Abou Dabi avec l'équipe Arden.
En 2020, il est titularisé pilote de réserve Toyota Gazoo sur la LMP1 Hybride et poursuit la saison chez Alpine en LMP2.
En 2022, lors de la saison European Le Mans Series, il court au sein de l'équipe Mühlner Motosport, au volant d'une Oreca 07.

## Résultats en compétition automobile
- Michelin GT3 Le Mans Cup 2016 (LMP3) : Vainqueur Road to Le Mans.
- ELMS 2016, Vainqueur des 4h d’Estoril catégorie LMP3. Elu meilleur rookie du Championnat ELMS
- Asian Le Mans Series 2016 (LMP3) : Vainqueur du Championnat (Team DC Racing). Victoire aux 4 heures de Buriram, aux 3 Heures de Sepang 1 et aux 3 Heures de Sepang 2, deuxième aux 4 heures de Fuji. Elu meilleur rookie du Championnat ALMS
- Championnat du monde d'endurance 2017 (catégorie LMP2)  : vice champion du monde: victoires aux 6 Heures de Silverstone, aux 24 Heures du Mans (Prix Jean Rondeau du meilleur débutant aux 24h du Mans) et aux 6 Heures du Nürburgring. Elu meilleur rookie du Championnat WEC 2017.
- Asian le Mans Serie 2018 (LMP2) : Vainqueur du Championnat. Victoires aux 4 Heures de Zhuhai, aux 4 Heures de Fuji et aux 4 Heures de Sepang.
- Championnat du monde d'endurance 2018-2019 (catégorie LMP1/LMP1H)  :  Victoires aux 6 Heures de Silverstone (le plus jeune pilote à remporter à 19 ans une course dans la catégorie reine de l'endurance), second aux 6 Heures de Spa, 3e des 24 heures du Mans et des 6h de Spa. 3e du Championnat et premier des voitures non hybrides.
- European Le Mans Series 2020 (LMP2 Graff) : Cinquième du Championnat, 2 podiums.
- European Le Mans Series 2022 (LMP2) : 3e des 4h de Monza
- Vainqueur des 24h de Zolder 2023 (Porsche 993 GT3)

## Résultats aux 24 Heures du Mans
| Année | Equipe                | Coéquipiers                       | Voiture              | Classe | Tours | Pos. | Class Pos. |
| ----- | --------------------- | --------------------------------- | -------------------- | ------ | ----- | ---- | ---------- |
| 2017  | Jackie Chan DC Racing | Ho-Pin Tung Oliver Jarvis         | Oreca 07             | LMP2   | 366   | 2e   | 1er        |
| 2018  | Rebellion Racing      | Mathias Beche Gustavo Menezes     | Rebellion R13-Gibson | LMP1   | 376   | 3e   | 3e         |
| 2019  | Rebellion Racing      | Nathanaël Berthon Gustavo Menezes | Rebellion R13-Gibson | LMP1   | 370   | 5e   | 5e         |
| 2020  | Signatech Alpine Elf  | André Negrão Pierre Ragues        | Alpine A470-Gibson   | LMP2   | 367   | 8e   | 4e         |